# Вотча (сельское поселение)
Вотча — административно-территориальная единица (административная территория село с подчинённой ему территорией) и муниципальное образование (сельское поселение с полным официальным наименованием муниципальное образование сельского поселения «Вотча») в составе муниципального района Сысольского в Республике Коми Российской Федерации.
Административный центр — село Вотча.

## История
Статус и границы административной территории установлены Законом Республики Коми от 6 марта 2006 года № 13-РЗ «Об административно-территориальном устройстве Республики Коми».
Статус и границы сельского поселения установлены Законом Республики Коми от 5 марта 2005 года № 11-РЗ «О территориальной организации местного самоуправления в Республике Коми».

## Население
| 2010 | 2011 | 2012 | 2013 | 2014 | 2015 | 2016 |
| ---- | ---- | ---- | ---- | ---- | ---- | ---- |
| 202  | ↘201 | ↘191 | ↘184 | ↗189 | ↘175 | ↘173 |
| 2017 | 2018 | 2019 | 2020 | 2021 |      |      |
| ↗174 | ↘158 | ↘150 | ↗153 | ↗176 |      |      |

## Состав
Состав административной территории и сельского поселения:
| № | Населённый пункт | Тип населённого пункта       | Население |
| - | ---------------- | ---------------------------- | --------- |
| 1 | Велпом           | деревня                      | 6         |
| 2 | Вотча            | село, административный центр | 40        |
| 3 | Кырув            | деревня                      | 46        |
| 4 | Ляпин            | деревня                      | 86        |
| 5 | Ягдор            | деревня                      | 24        |